# Vaughan Coveny
Vaughan Coveny (Wellington, 13 dicembre 1971) è un allenatore di calcio ed ex calciatore neozelandese, di ruolo attaccante.

## Palmarès

### Giocatore

#### Club

##### Competizioni nazionali
- Chatham Cup: 1

Miramar Rangers: 1992

##### Competizioni internazionali
- OFC Champions League: 1

South Melbourne: 1999

#### Individuale
- Capocannoniere della Coppa d'Oceania: 1

2004 (6 gol)